# Inondations du golfe Persique en 2024
Les inondations du golfe Persique sont une série de crues soudaines survenues en avril 2024, à la suite de fortes pluies tombées dans plusieurs états du golfe Persique, qui ont enregistré presque une année de pluie en une seule journée. Les inondations ont eu un impact significatif dans toute la région, Oman et les Émirats arabes unis étant particulièrement touchés, entraînant la mort d'au moins 46 personnes, dont 20 en Oman et 18 dans le sud-est Iran et bloquant l’aéroport de Dubai. Le Yémen et la province orientale de l'Arabie saoudite, ainsi que les États du Golfe de Bahreïn et du Qatar, ont également connu des pluies abondantes et des inondations subséquentes.

## Causes
La région du golfe Persique est connue pour son climat chaud et sec, bien que des pluies abondantes provoquant des inondations se soient également produites avec une plus grande régularité ces dernières années,. La météorologue principale Esraa Alnaqbi du Centre national de météorologie des Émirats arabes unis (NCM) a expliqué qu' « un système de basse pression dans la haute atmosphère, associé à une basse pression à la surface, avait agi comme un « serrage » de pression sur l'air. Ce serrage, intensifié par le contraste entre les températures plus chaudes au niveau du sol et les températures plus froides en altitude, a créé les conditions propices à l'orage puissant ». Les météorologues de l'Université de Reading ont affirmé que les fortes pluies étaient causées par de gros orages.
Richard Allan, professeur en sciences climatiques à l'Université de Reading, et Friederike Otto, maître de conférences en sciences climatiques au Imperial College London, ont tous deux lié les conditions météorologiques inhabituelles au changement climatique,, affirmant que « les précipitations deviennent beaucoup plus intenses dans le monde entier à mesure que le climat se réchauffe ». La région a précédemment été touchée par des vagues de chaleur et des cyclones ces dernières années , et avec l'augmentation des températures et des niveaux d'humidité, les chercheurs prévoient un risque accru d'inondations dans le Golfe.

### Allégations d'ensemencement des nuages
Au lendemain des inondations, certains médias ont cité le météorologue spécialisé Ahmed Habib, reliant les fortes pluies au programme d'ensemencement des nuages des Émirats arabes unis. En raison du climat désertique aride et des températures élevées, l'ensemencement des nuages a déjà été utilisé aux Émirats arabes unis afin de lutter contre la pénurie d’eau.
Rejetant ces allégations, Omar Al Yazeedi, directeur général adjoint du Centre national de météorologie (NCM) des Émirats arabes unis, a déclaré que l'institution « n'a mené aucune opération d'ensemencement lors de cet événement ». D'autres commentateurs ont également rejeté le lien avec l'ensemencement des nuages, affirmant que la technologie augmente légèrement les précipitations et que le programme d'ensemencement des nuages des Émirats arabes unis est localisé dans la partie orientale du pays, loin des zones métropolitaines densément peuplées ; d’autres experts ont déclaré que l’ensemencement des nuages n’aurait qu’un effet minime et que l’accent mis sur l’ensemencement des nuages est « trompeur »,.
Les scientifiques de l'Université de Reading, dont le programme d'ensemencement des nuages est utilisé par les Émirats arabes unis, ont nié que l'ensemencement des nuages soit à l'origine des fortes précipitations, étant donné que le régime météorologique à grande échelle avait été prévu à l'avance et était trop important pour être influencé par les nuages. ensemencement. Ils ont ajouté que les effets de l’ensemencement des nuages sont généralement de courte durée et durent quelques heures.

## Impact

### Oman
En Oman, au moins 19 personnes ont été tuées à cause des inondations. Parmi elles, 10 écoliers et leur chauffeur dont le véhicule a été emporté par les eaux de crue à Samad al Shan le 14 avril,. Les sauveteurs ont retrouvé le corps d'une jeune fille à Saham. La région la plus durement touchée a été le gouvernorat d'Ash Sharqiyah Nord, où des inondations généralisées ont été signalées. Certains vols ont été annulés ou retardés depuis l'aéroport international de Mascate.

### Arabie Saoudite
De fortes pluies ont été signalées dans la province orientale. Des inondations généralisées ont touché la province, en particulier la capitale Dammam, entraînant la fermeture de tunnels routiers et la fermeture d'écoles.

### Émirats Arabes Unis
Les Émirats Arabes Unis ont connu des précipitations record sur une période de 24 heures, dépassant les données météorologiques émiraties depuis le début des enregistrements en 1949. Selon le Centre national de météorologie, les précipitations les plus élevées ont été enregistrées dans la région de Khatm Al Shakla à Al Ain, atteignant 254,8 mm (10,03149605276 po) en moins de 24 heures. Des inondations généralisées ont été signalées dans les sept émirats. Avant les inondations, des précipitations estimées à 40 mm (1,574803148 po), jusqu'à 100 mm (3,93700787 po) a été estimé dans certaines parties des Émirats arabes unis.
Un homme émirati de 70 ans est décédé après que sa voiture a été emportée par les inondations dans un oued à Ras Al Khaimah. Trois travailleurs philippins à l'étranger sont également morts, deux après avoir été coincés à l'intérieur d'un véhicule pris dans une inondation, et le troisième après la chute du véhicule dans un gouffre. Des glissements de terrain ont été signalés à Ras Al Khaimah et à Al Ain. Les résidents ont été avertis de rester chez eux et d’éviter de conduire sauf en cas d’absolue nécessité. Les pannes d'Internet et de courant étaient généralisées, les résidents perdant de l'eau. Dans tout le pays, les écoles et le secteur privé ont été priés de travailler le reste de la semaine (sauf le lundi) à distance depuis leur domicile,.
Les services du Métro de Dubaï ont été gravement touchés, laissant environ 200 voyageurs bloqués dans plusieurs stations. Le service de bus interurbain sur les liaisons Dubaï-Abu Dhabi, Dubaï-Sharjah et Dubaï-Ajman a été suspendu. Au total, 1 244 vols à l'aéroport international de Dubaï ont été annulés sur une période de deux jours, dont 41 ont été détournés,. Tous les vols Flydubai dont le départ était prévu le 16 avril depuis Dubaï ont été annulés,. À l'aéroport de Dubaï, un total de 6,45 po (163,83 mm) de pluie est tombée.
Le match de football de demi-finale de la Ligue asiatique des champions de l'AFC entre les clubs de football émirati d'Al Ain et saoudien d'Al Hilal, qui devait se jouer à Al Ain, a été reporté d'une journée en raison des inondations.

### Bahreïn

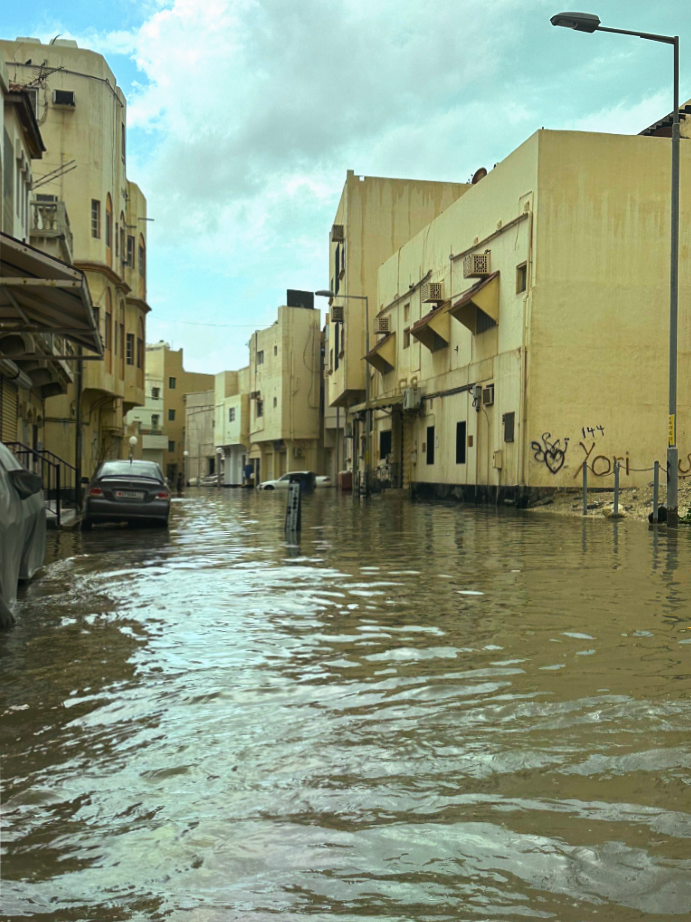
Une rue inondée à Muharraq, Bahreïn.

De fortes pluies et des orages se sont produits les 15 et 16 avril, provoquant des inondations généralisées, entraînant l'abandon de voitures sur les routes. Selon la direction météorologique de Bahreïn, une moyenne de 67,6 mm (2,66141732012 po) 48 heures de précipitations ont été signalées, la deuxième pluviométrie la plus élevée enregistrée dans l'histoire de Bahreïn. Le ministère bahreïnien de l'Intérieur a lancé un avertissement de sécurité publique aux résidents afin qu'ils restent chez eux. Le ministère de l'Éducation a annoncé la fermeture des écoles et des établissements d'enseignement supérieur en raison des inondations. Des rafales de vent de 70 km/h ont été estimées. Le plafond d'un supermarché de la ville de Sitra s'est effondré à cause de la pluie.

### Qatar
Les fortes pluies et les vents violents se sont largement limités aux régions du nord du pays, centrées autour des villes de Madinat ash Shamal et Ar-Ruʼays. Des averses éparses ont été signalées à Doha. Les écoles et les bâtiments publics ont été fermés en raison des conditions météorologiques, et les services ont été mis en ligne pour la journée,.

### Iran
De fortes pluies et des crues soudaines ont également été signalées dans le sud-est de l'Iran. Les provinces du Sistan-Baloutchistan, d'Hormozgan et de Kerman ont été les plus touchées, avec 3 personnes portées disparues dans la province de Kerman.

### Koweit
L'agence météorologique du Koweït a mis en garde contre de fortes pluies et d'éventuels orages le 16 avril.

### Yémen
Des pluies torrentielles et des inondations soudaines se sont produites dans le gouvernorat de l'Hadramaout au Yémen le 17 avril, faisant un décès et d'importants dégâts matériels. De fortes pluies dans les montagnes proches du port de Mukalla ont évoqué la possibilité de glissements de terrain.

## Réponses et réactions
Le 17 avril, le prince héritier et Premier ministre de Bahreïn, Salman ben Hamad Al Khalifa, a annoncé son intention d'évaluer et d'indemniser les résidents ayant subi des dommages causés à leurs maisons par les précipitations. Avant les fortes pluies, un groupe de travail d'urgence conjoint à l'échelle nationale a été créé entre le ministère des Travaux publics et les quatre conseils municipaux de Bahreïn pour coordonner les efforts de secours contre les inondations, notamment l'évacuation de l'eau de pluie des rues inondées et son pompage vers le lac Al-Luzi.
La police royale d'Oman a mené 152 opérations, secourant 1 630 personnes bloquées par les inondations à travers le pays.
Le secrétaire général de l'Organisation de la coopération islamique (OCI) |, Hissein Brahim Taha, a présenté ses condoléances aux victimes des inondations.

## Voir également
- Inondations en Asie centrale en 2024